# 赤門自動車整備大学校
専門学校赤門自動車整備大学校（あかもんじどうしゃせいびだいがっこう）とは、宮城県仙台市青葉区にある専修学校。国土交通大臣指定自動車整備士養成校。設置者は、学校法人赤門学院。全国自動車大学校・整備専門学校協会加盟校。

## 沿革
- 1949年（昭和24年）4月　財団法人東北高等鍼灸整按学校の認可。
- 1951年（昭和26年）9月　財団法人名を赤門学志院に改称。
- 1960年（昭和35年）5月　赤門自動車整備学校を設立。
- 1987年（昭和62年）7月　赤門自動車整備専門学校に改称。
- 2005年（平成17年）4月　赤門自動車整備大学校に改称。
- 2013年（平成25年）2月　財団法人を清算し、学校法人赤門学院を設立。

## 設置学科
- 1級自動車整備士科（高卒以上で4年制）（高度専門士）
- 2級自動車整備士科（高卒以上で2年制）（専門士）
- 3級自動車整備士科（中卒以上で3年制）2011年入学生から高校（科学技術学園高等学校通信制課程技能連携校）卒業資格取得
- 自動車車体整備士専攻科

## 所在地
- 宮城県仙台市青葉区川内川前丁61